# أليكساندر مندي
أليكساندر مندي (بالفرنسية: Alexandre Mendy) (20 مارس 1994 في تولون في فرنسا - ) هو لاعب كرة قدم فرنسي في مركز الهجوم. لعب مع نادي ستراسبورغ ونادي نيس ونيم أولمبيك.

## وصلات خارجية
- أليكساندر مندي على موقع رابطة كرة القدم الفرنسية للمحترفين (الإنجليزية)
- أليكساندر مندي على موقع قاعدة بيانات كرة القدم.إي يو (الإنجليزية)
- أليكساندر مندي على موقع ليكيب (الفرنسية)
- أليكساندر مندي على موقع ناشيونال فوتبول تيمز (الإنجليزية)
- أليكساندر مندي على موقع Soccerway.com (الإنجليزية)
- أليكساندر مندي على موقع AS.com (الإسبانية)